# Theodor Benn
Theodor Richard Benn (* 10. Dezember 1891 in Sellin; † 15. Februar 1981 in Gießen) war ein deutscher Offizier und paramilitärischer Aktivist. Er wurde vor allem aufgrund seiner Verwicklung in einen Fememord der 1920er Jahre bekannt.

## Leben
Benn wurde als eines von sieben Kindern des Pfarrers Gustav Benn geboren. Er war ein jüngerer Bruder des Schriftstellers Gottfried Benn. Nach dem Besuch von Gymnasien in Königsberg und Frankfurt an der Oder bis zur Unterprima absolvierte er eine kaufmännische Lehre, um im Herbst 1913 beim 3. Garde-Regiment zu Fuß einzutreten, mit dem er von 1914 bis 1918 am Ersten Weltkrieg teilnahm.
Benn, der bei Kriegsende im Rang eines Leutnants aus der regulären Armee ausgeschieden war, engagierte sich in der Freikorps-Bewegung, bevor er in der Schwarzen Reichswehr (SR) ein Unterkommen fand. Am 4. Juni 1923 ermordeten seine Untergebenen Stein, Schirrmann und Aschenkampf den SR-Angehörigen Erich Pannier, der aus der Schwarzen Reichswehr in Döberitz desertiert war, aber nach kurzer Zeit hatte festgenommen werden können. Bei der Tat handelte es sich um einen jener Fälle von Selbstjustiz der paramilitärisch organisierten politischen Rechten der Weimarer Zeit, die später als Fememorde bekannt wurden.
Ab 1924 arbeitete Benn als Angestellter beim Kreislandbund Schwerin.
Nachdem die Tötung Panniers den Justizstellen bekannt geworden war, gab der verhaftete Stein an, Benn habe den Mord befohlen. Im Rahmen der zu dieser Zeit allgemein einsetzenden Verfolgung der Fememörder wurde Benn am 2. Februar 1926 wegen Mordes angeklagt und zum Tode verurteilt. Im Februar 1927 gab Stein im Wilms-Prozess zu, Benn fälschlicherweise beschuldigt zu haben. Benn wurde – wie zahlreiche andere als Fememörder Verurteilte – zu lebenslanger Zuchthaushaft begnadigt, bevor er im Dezember 1929 infolge einer Amnestie in Freiheit kam. Seinen Lebensunterhalt verdiente Benn fortan bei der UFA, wobei er sich vom einfachen Portier zum kaufmännischen Angestellten hocharbeitete.
Politisch gehörte Benn seit dem 1. Januar 1930 der NSDAP (Mitgliedsnummer 201.258) an. 1932 tat er sich in der Partei kurzzeitig durch seine zusammen mit Wilhelm Radecke unternommenen Anstrengungen hervor, die frei-sozialistischen Wirtschaftstheorien Silvio Gesells – insbesondere das Konzept eines Devisenumlaufzwanges zur Stabilisierung der Konjunktur und damit der Gesamtwirtschaft – als Wirtschaftskurs der NSDAP durchzusetzen. Da Benn sich in diesem Zusammenhang öffentlich gegen die offiziellen wirtschaftlichen Programmatiker der NSDAP, Gottfried Feder und Walther Funk, sowie gegen den der NSDAP nahestehenden Hjalmar Schacht wandte, wurde zum Jahreswechsel 1932/1933 ein Parteiausschlussverfahren gegen ihn wegen „parteischädigendem Verhalten“ eingeleitet, das im Januar 1933 im Parteiausschluss mündete. Benn wurde später, im März 1936, ebenso wie Radecke, aufgrund einer Gnadenentscheidung Adolf Hitlers jedoch wieder in die NSDAP aufgenommen.
1958 schrieb Benn an einer „Art Familiengeschichte“.
Im Jahr 1969 veröffentlichte Benn eine Darstellung der Fememorde in der Reichswehr, die der Historiker Erwin Knauß als „eindrucksvoll und überraschend objektiv“ einschätzt. In einem Gespräch im September 1973 nannte ihm Benn die „wahren Schuldigen an dieser Selbstjustiz“, nämlich die höheren Chargen der Reichswehr, darunter „Brockdorff, … von Bock, von Schleicher … und auch von Seeckt“.
Benn lebte in seinen letzten Lebensjahren in der Bleichstraße 46 in Gießen, wo er 1981 verstarb.
Die mit Benn befreundete Musikwissenschaftlerin Eta Harich-Schneider beschrieb ihn später in einer Charakterskizze als eine auffällige Persönlichkeit, „ausgezeichnet durch Schönheit, Düsterkeit, Eigenwilligkeit, Sportstalent und Dichtergabe“.